# Grupos de apoyo a la lactancia materna

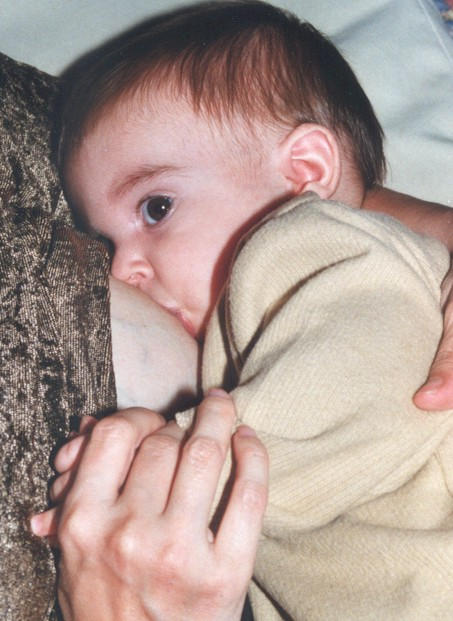
Madre amamantando a su hijo de 6 meses.

Se denomina Grupos de apoyo a la lactancia materna a un movimiento social, surgido a mediados del siglo XX, formado por asociaciones que brindan apoyo a mujeres que desean amamantar. Los grupos se formaron a iniciativa de madres que consideran que si bien amamantar, posee un componente fisilógico e instintivo, también requiere aprendizaje, y que, en ocasiones, las mujeres necesitan el apoyo de otras mujeres con experiencia para poder amamantar con éxito a sus hijos.
Son organizaciones de voluntariado social, que desarrollan proyectos basados en grupos de ayuda mutua y ofrecen distintos servicios y actividades. Los grupos de apoyo complementan la asistencia que ofrecen los servicios de salud, cubriendo aspectos relacionados con la lactancia. A lo largo de los años un número mayor de embarazadas, madres, padres, bebés, otros familiares y amigos han acudido a estos grupos, extendidos actualmente por todo el mundo, para hablar de lactancia, compartir experiencias y resolver dudas y dificultades.
Los servicios que ofrecen incluyen reuniones periódicas, atención personalizada, teléfono de urgencias, servicio de biblioteca, material de consulta escrito y virtual, vídeos, préstamo de material específico de lactancia materna y organización de iniciativas de sensibilización social.

## Antecedentes[4]
La estructura de la familia, ha evolucionado hacia familias nucleares pequeñas e incluso aisladas, las que ante el hecho de la maternidad, carecen de recursos humanos personales (familiares, amigos, vecinos) en quien apoyarse. Se espera que tras el parto la madre asuma, sus responsabilidades habituales además del cuidado de su nuevo hijo, lo cual provoca tensiones y puede repercutir negativamente tanto en la salud de la madre como en la crianza del hijo, dificultando la lactancia materna.
La "Ley para la igualdad efectiva de mujeres y hombres" española, al igual que las leyes de conciliación familiar y laboral de cada país, no han conseguido paliar esta situación pues, en el caso de España, el permiso de maternidad de tan solo 16 semanas dificulta la continuidad de la lactancia materna una vez establecida. El aumento del permiso paterno, en lugar del materno, ignora la demanda histórica de los grupos de apoyo desde 1989. Por lo tanto las madres deben buscar asesoramiento para la extracción, conservación y creación de bancos de leche, así como apoyo psicológico para la separación temprana. Los GALM suelen cumplir esa función. 
En las actuales familias nucleares persiste la necesidad de apoyo y de espacios donde hablar sobre los niños sanos, la maternidad y la lactancia materna, los grupos de apoyo a la lactancia son uno de los movimientos sociales que llenan parte de este vacío. Existen grupos de apoyo a la lactancia materna en distintos países desde el inicio de este movimiento social, en España surgieron a mediados de la década de 1980, y desde entonces no han parado de crecer.
A finales de los años 80  organizaciones como la OMS y UNICEF investigaron los condicionantes de la lactancia y los factores que influyen en la elección del amamantamiento, e identificaron a los grupos de apoyo como un elemento clave en sus estrategias de apoyo a las madres que amamantan y así puede leerse en la Declaración Conjunta OMS/UNICEF de 1989:
“En muchos países las mujeres han constituido grupos sociales de apoyo que ayudan a las madres que desean amamantar a sus hijos. Los agentes de salud apoyaran la creación y funcionamiento de estos grupos y remitirán a ellos a las madres, sobre todo a las jóvenes inexpertas, al ser dadas de alta del hospital o clínica. Los consejos individuales, la educación sanitaria y los materiales informativos que facilitan estos grupos pueden servir de complemento importante a los esfuerzos de los agentes de la salud. Se fomentará la distribución de este material mediante el sistema sanitario.”

La IHAN (Iniciativa para la Humanización de la Asistencia al Nacimiento y la lactancia) un proyecto de la OMS y el UNICEF surgido en 1991-1992, tiene por objetivo evaluar la calidad asistencial a las madres lactantes en los hospitales y maternidades. La iniciativa identifica 10 Pasos que deben observar los servicios de maternidad para facilitar la lactancia materna. En el último paso puede leerse:
Paso 10.- Fomentar el establecimiento de grupos de apoyo a la lactancia natural y procurar que la madre se ponga en contacto con ellos a su salida del hospital o clínica.
Iniciativas y declaraciones posteriores de la OMS y UNICEF tales como la Estrategia Mundial para la Alimentación del Lactante y el Niño Pequeño (2002) o la Declaración de Innocenti + 15 (2005), reconocen el apoyo hacia la madre realizado por los grupos de apoyo como una parte importante de sus estrategias de apoyo a la lactancia materna.

## Razones del reconocimiento internacional a la labor de los grupos de apoyo[4]
Muchos de los problemas que enfrenta una madre lactante no son de carácter médicos y pueden ser resueltos por otra madre con experiencia. El apoyo por otras madres ha demostrado ser más eficaz que el estrictamente profesional. Es común que a las madres les cueste admitir que tienen conflictos, al reunirse con otras madres aprenden de la experiencia de cada una y, además, la escucha les facilita la identificación de sus propias necesidades y las anima a pedir ayuda.
Se ha indagado sobre las razones que explican la probada eficacia de los grupos de apoyo en su labor de ayuda a madres lactantes. Se ha comparado a mujeres que acudían a reuniones de un grupo de apoyo con un grupo similar de madres que intentaban dar el pecho pero no contaban con ese apoyo. Se demostró que las mujeres que acudían a las reuniones tenían más confianza en sí mismas y parecían beneficiarse de recibir una información exacta y actualizada, así como apoyo individual y en grupo.
Otros estudios concluyen que la dinámica de grupo refuerza el sentimiento de ser normal. Si bien la información y la experiencia eran también importantes, el apoyo del Grupo tenía una influencia mucho mayor en el éxito de la lactancia. También se ha observado que cuando se ofrecía apoyo, aumentaban significativamente el número de mujeres que daban el pecho al alta hospitalaria, aumentaba la duración de la lactancia y se retrasaba la introducción de otros alimentos.
Se sabe que las mujeres en general parecen perder menos la calma, cuando hay otras mujeres cerca y se cree que puede haber una base biológica para este sentimiento de comodidad en las que estarían involucradas determinadas hormonas como la oxitocina y los péptidos opioides endógenos, curiosamente parte de las mismas hormonas involucradas en la maternidad y la lactancia. Esto podría explicar porque es precisamente la dinámica de grupo entre mujeres lo que más parece beneficiar a los miembros de un grupo de apoyo y mejor contribuye al éxito de la lactancia.
Los grupos de apoyo son complementarios y no reemplazan los esfuerzos de los profesionales de la salud. Es por ello que la asesora de lactancia que coordina un grupo de apoyo remite a los servicios de salud a aquellas madres y bebés que considere que requieren atención especial.
En el informe de la OPS/OMS de 1998 “Pruebas científicas de los 10 Pasos hacia una Feliz Lactancia Natural” se concluye:
“Puede que los grupos de madres sean más capaces que los servicios de salud formales de ofrecer la ayuda personal y frecuente que las madres necesitan para aumentar su confianza y superar las dificultades. Posiblemente, una combinación de apoyo día a día en la comunidad, respaldado por una atención más especializada en los servicios de salud cuando sea necesario, podría ser más eficaz que cualquiera de ellos por separado”.

## Tipos de grupos de apoyo:[20]

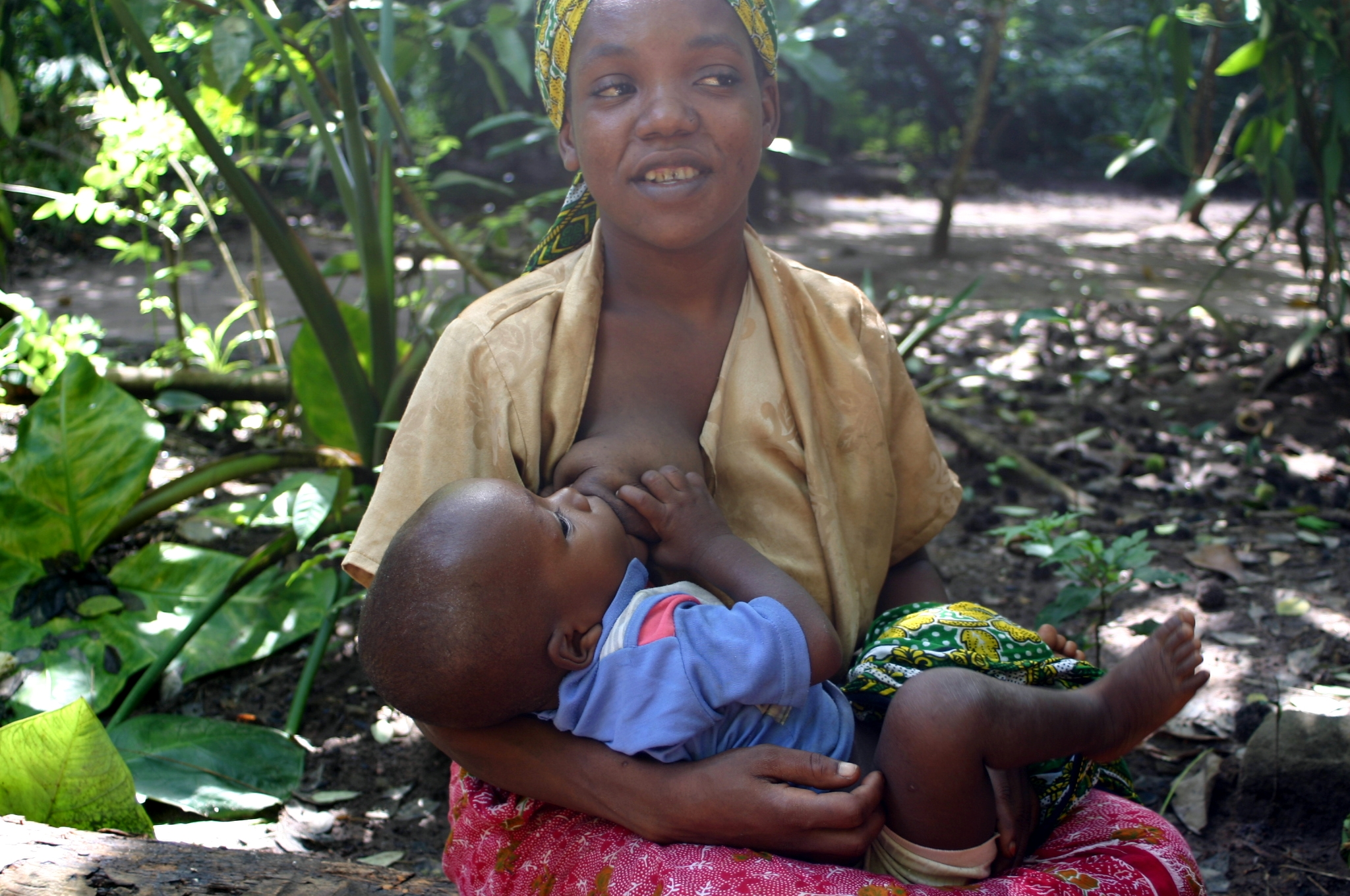
Mujer de Zanzíbar amamantando.

Los grupos de apoyo a la lactancia materna, como servicio, básicamente funcionan de dos formas:
- Grupos de apoyo para madres
- Grupos de apoyo de “madre a madre”

Los grupos de apoyo para madres son coordinados por profesionales sanitarias, aunque no tengan experiencia propia de lactancia materna. Esta persona puede que no sea madre ni que tampoco pertenezca culturalmente al grupo, y aparece frente al resto de los integrantes como una experta. En estos grupos la información se transmite por medio de charlas; en las que habla la persona que coordina y las demás escuchan la información que se les transmite, sin tener una participación activa. Aunque pueden ser grupos de voluntariado por parte de profesionales de la salud motivadas por el tema, es más frecuente que se trate de un proyecto o servicio que desarrolla un centro de salud u hospital. Este tipo de grupo no se considera parte de este movimiento social, sino un servicio profesional.
Los grupos de apoyo de “madre a madre” están coordinados por madres y son ellas quienes dirigen las reuniones. El rol de coordinación lo ejerce una asesora de lactancia, mujer con experiencia y formación que facilita el intercambio de información y apoyo entre las madres asistentes. Para ello es indispensable que haya amamantado personalmente con éxito. En las reuniones periódicas de este tipo de grupos, tanto las madres más experimentadas como recientes comparten información y vivencias propias, y son animadas a expresar dudas e inquietudes. La asesora de lactancia no representa la principal fuente de información ni la autoridad. En general estos son un servicio o proyecto desarrollado por una asociación de apoyo a la lactancia y coordinado por una asesora de lactancia nombrada a tal efecto por esa entidad.

## Características de los grupos de apoyo "madre a madre"[21]
Los grupos de apoyo “madre a madre” son en su estructura básica Grupos de Ayuda Mutua (GAM), o sea agrupaciones de personas que se juntan de forma voluntaria para ayudarse mutuamente y conseguir un propósito determinado, en este caso amamantar con éxito a sus hijos y disfrutar de esta vivencia. Están formados por personas que se encuentran en una misma situación “conflictiva” (iniciar y mantener la lactancia materna)y que se juntan libremente y sin la supervisión de ningún profesional para ayudarse y satisfacer unas necesidades comunes, para superar dudas o dificultades, compartir experiencias o bien conseguir cambios sociales o personales.
Como en todo GAM se hace hincapié en la interacción personal y en la asunción individual de responsabilidades, en este caso por parte de las madres. Se proporciona ayuda práctica o emocional. El objetivo de un grupo de apoyo "madre a madre" es crear un clima en el que se apoye la lactancia materna y se proporcionen los conocimientos técnicos y prácticos que son necesarios para conseguir una lactancia exitosa.

## Las usuarias de un grupo de apoyo "madre a madre"[22]
El motivo que lleva a cada madre a incorporarse a un grupo de ayuda mutua puede ser muy diferente de una a otra. Las participantes de un grupo tienen oportunidad, no solo de hablar de los motivos, los deseos y las expectativas que las han llevado a reunirse, sino también de sus preocupaciones, angustias, dudas y dificultades.
Los motivos pueden ser diversos:
- Conocerse mejor una misma
- Obtener información relativa a la lactancia o a su problema en concreto
- Encontrar comprensión de otras personas que se encuentren en su misma situación
- Dar apoyo a otras madres usuarias del grupo
- Aclarar la información que ya se tiene
- Salir del propio aislamiento

Por lo general, y según los datos recogidos por distintas asociaciones pro lactancia, actualmente las asistentes suelen ser mujeres trabajadoras, con un nivel cultural medio-alto, estudios superiores y con una edad entre los 25 y 45 años. Algunas asisten embarazadas en busca de información aunque en su mayoría asisten ya después del parto. Aunque en ocasiones aparecen madres a las que todo les va bien y quieren compartirlo, es frecuente que una madre recién asista a un grupo de apoyo cuando posee una duda o dificultad entre manos.

## Las funciones de un grupo de apoyo "madre a madre"[23]

### Facilitar e intercambiar información
Las madres asistentes pueden facilitarse información, entendida como intercambio de experiencias y conocimientos. Se pueden mejorar los conocimientos sobre fisiología y práctica de la lactancia materna, o recibir información para tratar un problema concreto. El apoyo entre madres es recíproco: ellas son pares que están pasando situaciones similares y se transmiten la mejor manera de resolver dificultades. En este intercambio de experiencias se aligeran y suavizan los problemas.
El grupo brinda a las madres la oportunidad de ver a otras madres amamantando y reforzar así su percepción de normalidad, lo que crea un apoyo adicional en casos de sufrir presiones externas. El grupo ofrece no solo apoyo formativo, sino también afectivo, y las madres conversan sobre sus diferentes experiencias.

### Apoyo emocional
Por apoyo emocional se entiende el saber escuchar y también ver a otras personas que sufren un mismo problema o se encuentran en una situación similar. El grupo brinda un importante apoyo emocional a las madres, dándoles confianza en su habilidad para amamantar y en la toma de sus propias decisiones. Su participación les ofrece también una oportunidad para crear vínculos con otras madres y las ayuda a fortalecer sus capacidades. El grupo de apoyo potencia la autonomía de las mujeres con respecto a sus decisiones sobre lactancia.

### Prestación de servicios
Es posible que el Grupo preste una serie de servicios determinados a sus miembros. Algunos servicios típicos son el préstamo de libros, videos y material específico para lactancia como extractores de leche. También se pueden ofrecer recursos de información como folletos, guías y dossieres.

### Organización de actividades sociales
Un grupo puede reunirse para realizar actividades distintas al grupo en si. Estas actividades pueden ser formativas como charlas periódicas en las que se invita a personas externas al grupo, o lúdicas como fiestas, celebraciones, meriendas o encuentros y salidas informales.

### Defender derechos y hacer presión
El grupo puede querer defender los intereses que le son propios y hacer presión social. Puede emprender acciones para hacer llegar a las autoridades, centros de salud, instituciones y a la opinión pública en general, sus necesidades insatisfechas. El grupo también tiene como objetivos favorecer y exigir el cumplimiento de la legislación existente en cuanto a los derechos de la mujer y el niño, y a la comercialización de los sucedáneos de la leche materna. La celebración de la Semana mundial de la lactancia materna, junto con el monitoreo del Código Internacional de Comercialización de Sucedáneos de Leche Materna, son las actividades de defensa de derechos civiles más extendidas a nivel internacional.